# Иван Зајцев (одбојкаш)
Иван Зајцев (2. октобар 1988) је италијански одбојкаш руског порекла, италијански репрезентативац и играч у италијанском клубу "Перуђа". Освајач је: бронзане медаље на Олимпијским играма у Лондону (2012.), сребрне медаље Европског првенства (2013. и 2014.), бронзане медаље FIVB светске лиге (2013. и 2014.), италијанског првенства (2014.) и сребрне медаље на Олимпијским играма у Рију (2016.).

## Каријера

### Клубови
Почео је каријеру као техничар 2004. године, али касније се пребацио на коректора. Његов први клуб је био "RPA-LuigiBacchi.it Perugia" где је играо две сезоне. После тога је прешао у „M. Roma Volley”. У сезони 2007/2008 је играо за „Andreoli Latina“. Онда се вратио у „M. Roma Volley” и тамо је играо до 2012. године. Тада је потписао за „Lube Banca Macerata“. Са овим тимом је освојио Италијански Супер Куп 2012. и Италијанско првенство 2013/2014. Сада игра за „Перуђу“.

### Репрезентација
Дебитовао је за Италијанску репрезентацију 2008. године. На Европском првенству 2013. је проглашен најбољим сервером. У Светској Лиги 2014., где је Италија освојила бронзану медаљу, био је најважнији нападач и вођа тима. Био је изабран да игра за Италију на Светском првенству у Пољској. У првој рунди је био вођа тима, а онда је у утакмици против Сједињених Америчких Држава повредио чланак и иако он није играо, његова репрезентација је победила. На Олимпијским играма 2016. у Рију са Италијом је освојио сребрну медаљу.

## Стил игре
Зајцев је снажан играч са специјалним ротирајућим смечом. Увек је био веома посвећен и одан игри у својој каријери и никад није био умешан у било какве скандале. Снажно верује својој игри и његов учинак прича о њему. Популаран је међу фановима.

## Приватни живот
Син освајача златне медаље на Олимпијским играма-Вјачеслава Зајцева. Рођен је у Сполету, где је његов отац играо у то време. Његова мајка, Ирина Поздњакова, је била пливачица. Иванова сестра, Ана (рођена 1975.), удала се за Италијана 1993. године. Априла 2014. године он је са својом женом Ашлинг Сирочи, са којом се оженио 2013. године, открио за медије да очекују дете. 31. октобра 2014. је добио сина Сашу.. Познат је по својим фризурама и облицима браде.

## Спортска достигнућа

#### Државни турнири
- 2011/2012  Италијански Суперкуп, са „Lube Banca Macerata“
- 2013/2014  Италијанско првенство, са „Lube Banca Macerata“

#### Цев
- 2014/2015  Цев куп, са „Dynamo Moscow“

#### Остало
- 2015/2016  „Emir of Qatar Cup“, са „Al Arabi“

### Репрезентација
- 2011  Цев Европско првенство
- 2012  Олимпијске игре
- 2013  FIVB Светска Лига
- 2013  Цев Европско првенство
- 2014  FIVB Светска Лига
- 2015  FIVB Светски Куп
- 2015  Цев Европско првенство
- 2016  Олимпијске игре

### Његови индивидуални успеси
- 2010 „Серие А2“ - Најважнији играч
- 2012 Италијанско првенство - Најважнији играч
- 2013 FIVB Светска Лига - Најбољи коректор
- 2013 Цев Европско првенство - Најбољи сервер
- 2013 Најбољи италијански одбојкаш проглашен од стране „Super Volley“
- 2015 FIVB Светски Куп - Најбољи супротни смечер
- 2015 Цев Европско првенство - Најбољи супротни смечер
- 2016 „Emir of Qatar Cup“ - Најважнији играч

### Рекорд
- 127 Km/H брзина сервиса - Олимпијске игре 2016. record[11][12]